# Baggina
Baggina es un género de foraminífero bentónico de la subfamilia Baggininae, de la familia Bagginidae, de la superfamilia Discorboidea, del suborden Rotaliina y del orden Rotaliida. Su especie tipo es Baggina californica. Su rango cronoestratigráfico abarca desde el Cretácico superior hasta la Actualidad.

## Clasificación
Se han descrito numerosas especies de Baggina. Entre las especies más interesantes o más conocidas destacan:
- Baggina ampla
- Baggina brevior
- Baggina californica
- Baggina philippinensis

Un listado completo de las especies descritas en el género Baggina puede verse en el siguiente anexo.